# Ducado de Sajonia-Eisenach
El Ducado de Sajonia-Eisenach era un antiguo ducado de Alemania situado en el actual estado de Turingia, perteneciente a los llamados Ducados Ernestinos, ya que eran gobernados por duques de la línea Ernestina de la casa sajona de los Wettin.

## Historia

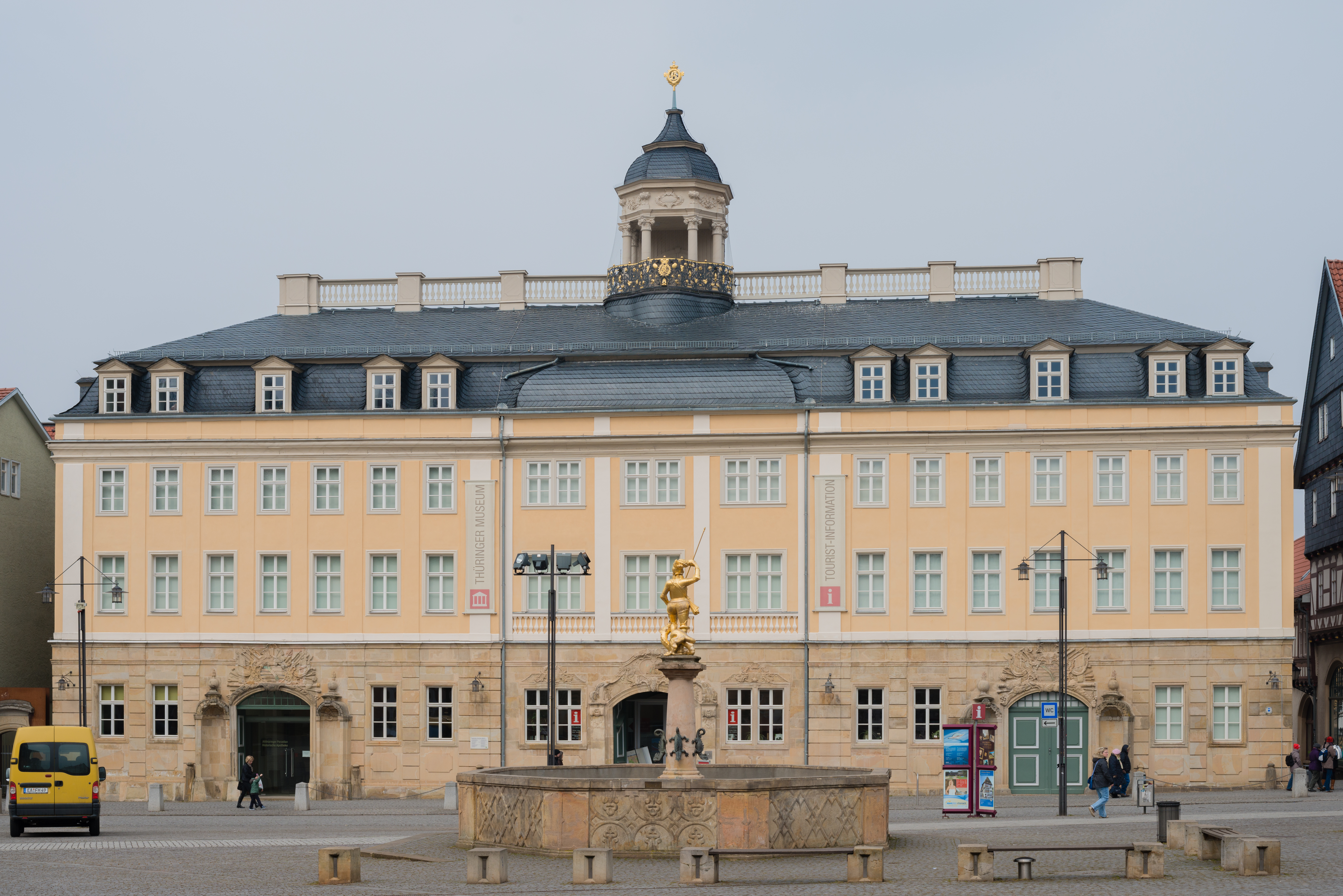
Palacio de la ciudad de Eisenach, terminado en 1748.

El ducado de Sajonia-Eisenach se constituye como principado independiente en 1572 por la División de Erfurt en favor del hijo pequeño de Juan Federico II, Juan Ernesto II.
El ducado se incorporó en 1638 al de Sajonia-Weimar, y es reconstituido en 1641 en favor de Alberto hermano menor de Guillermo IV el Grande de Sajonia-Weimar. En 1644 pasa al hijo de Guillermo, Adolfo Guillermo. En noviembre de 1668 fallece Adolfa sus cuatro hijos a muy corta edad. Sin embargo su esposa Isabel de Braero de 1671 muere el heredero de Sajonia-Eisenach. Su tío Juan Jorge de Sajonia-Marksuhl se hace cargo del ducado y la línea Sajonia-Marksuhl pasa a ser la gobernante en Sajonia-Eisenach hasta 1741 que se unifica con Sajonia-Weimar en el Ducado de Sajonia-Weimar-Eisenach que en 1815 se convierte en Gran Ducado.

## Duques de Sajonia-Eisenach
- Juan Ernesto II (1596-1638)

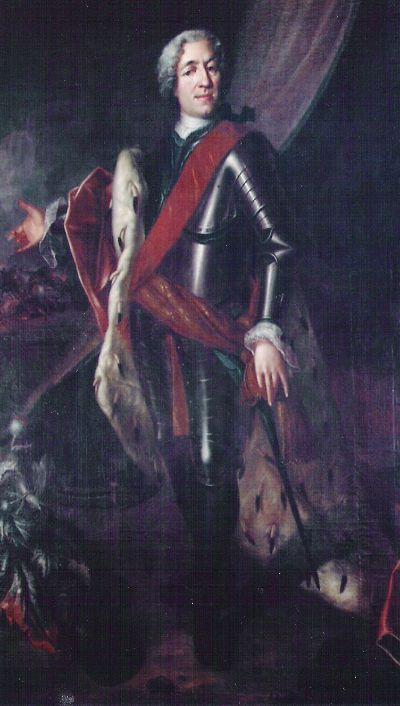
Guillermo Enrique de Sajonia-Eisenach, último duque de Sajonia-Eisenach.

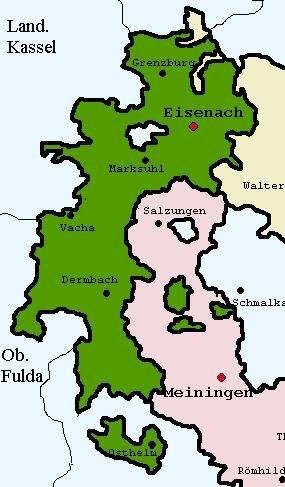
Ducado de Sajonia-Eisenach.

Dividido entre Sajonia-Weimar y Sajonia-Altemburgo
- Alberto (1640-1644)

Pasa a Guillermo IV de Sajonia-Weimar
- Adolfo Guillermo (1662-1668)
- Guillermo Augusto (1668-1671)
- Juan Jorge I (1671-1686)
- Juan Jorge II (1686-1698)
- Juan Guillermo (1698-1729)
- Guillermo Enrique (1729-1741)

El ducado pasa a ser de Sajonia-Weimar-Eisenach